# Волосское (Днепропетровская область)
Волосское (укр. Волоське) — село, Волосский сельский совет, Днепровский район,
Днепропетровская область, Украина.
Код КОАТУУ — 1221481501. Население по переписи 2001 года составляло 1362 человека.
Является административным центром Волосского сельского совета, в который, кроме того, входят сёла Майорка, Ракшевка и Червоный Садок.

## Географическое положение
Село Волосское находится на правом берегу реки Днепр в месте впадения в него реки Мокрая Сура, выше по течению на противоположном берегу реки Мокрая Сура расположено село Днепровое (бывшая немецкая колония Ямбург), ниже по течению на расстоянии в 2 км расположено село Майорка, на противоположном берегу — село Перше Травня. У с. Волосское, между порогами Сурским и Лоханским находится скалистая гряда, которая известна у местных жителей под названием «Стрильча Скеля». Культурный слой стоянки «Стрильча Скеля» имеет три культурных горизонта: верхний горизонт относится к раннекатакомбному и позднеямному времени, второй горизонт относится к доямному времени, нижний культурный горизонт по формам сосудов, их орнаментам и по орудиям резко отделяется от среднего горизонта и совершенно с ним не связан Раскопки производила одна из первых женщин в Российской империи, проводивших самостоятельные археологические изыскания, Екатерина Мельник-Антонович (1859—1942), сделавшая сообщение об этом на Всероссийском археологическом съезде в Москве (1890).

## История
- Археологические раскопки свидетельствуют о том, что местность, на которой расположено село Волосское, была заселена еще в древние времена. Здесь обнаружены поселение позднего палеолита (более 16 тыс. лет тому назад).
- Волосский могильник[4] и поселение Васильевка[5] в районе днепровских порогов датируются эпохой мезолита (13—7 тыс. лет назад). Найдено древнее захоронение людей средиземноморского грацильного антропологического типа (8 тыс. до н. э.) со следами насильственной смерти[6].
- В районе села Волосское исследованы поселение эпохи неолита сурско-днепровской культуры (IV тысячелетие до н. э.) и несколько поселений и курганов периода бронзы (III—I тысячелетия до н. э.).
- Около села раскопан скифский курган (V—III вв. до н. э.) и обнаружены раннеславянские поселения и могильник черняховской культуры (II—VI вв. н. э.), а также раннеславянское поселение антов (Пеньковская культура) VII—VIII вв. и древнерусское поселение XII—XIII веков.
- Село Волосское основано в 1769 году валахами, переселенными сюда запорожскими казаками, которые отбили у татар под Очаковом во время русско-турецкой войны население целого села, захваченное под Яссами.

## Экономика
- ООО «Стил-Агро».
- База отдыха «Барракуда».
- ФХ «Малик».

## Объекты социальной сферы
- Школа.
- Детский сад.
- Фельдшерско-акушерский пункт.
- Дом культуры.
- Храм святого Архистратига Михаила Днепропетровской епархии УПЦ.
- Благотворительный фонд «Помогаем».

## Знаменитые уроженцы
- Александра Фирсовна Братута (13 ноября 1909 — 25 сентября 1998) — передовик советского сельского хозяйства, свинарка колхоза имени Шевченко Солонянского района Днепропетровской области, Герой Социалистического Труда (1958).
- Журавка, Иван Герасимович (1913—1999) — участник Великой Отечественной войны 1941—1945 гг., полный кавалер ордена Славы.
- Капацин Павел Андреевич (1917—1991) — участник Великой Отечественной войны 1941—1945 гг.
- Иващенко Иван Игнатьевич (1916—2001) — Герой Советского Союза, уроженец с. Майорка. Похоронен в г. Днепропетровск.

## Достопримечательности
- Мемориальный комплекс советским солдатам

На 30 годовщину победы СССР во Второй мировой войне сооружен мемориальный комплекс советским солдатам.
- Памятник «волоському горіху» (грецкому ореху) открыт осенью 2017 года неподалёку от офиса старосты села.
- Екатерининская миля

В 1787 году российская императрица Екатерина II решила сама осмотреть земли, приобретенные в результате русско-турецких войн. На Украине, по которой она путешествовала с огромной свитой и большой помпой, её путь был отмечен памятными знаками, т. н. екатерининскими милями, которые сохранились в различных регионах страны всего 8 (из них пять в Крыму). Их можно видеть у Преображенского собора в Днепре, у Ханского дворца в Бахчисарае, во дворе краеведческого музея в Старом Крыму и т. д. У села Волосское среди кукурузного поля сохранилась, по-видимому, самая настоящая, не приукрашенная и не реставрировавшаяся Екатерининская миля. Она сложена из потрепанных временем известняковых блоков и оберегается местными жителями.

## Галерея
- Храм святого Архистратига Михаила
- Арт-объект "Я люблю Волосское"
- Мемориальный комплекс защитникам Отечества
- Офис старосты
- Памятник волосскому ореху
- Часовня святого Николая
- Братская могила времён Второй мировой войны
- Средняя общеобразовательная школа, основана в 1936 г.
- Австро-венгерский каменный крест на казацком кладбище
- Волосская екатерининская миля